# Olexandr Horbachuk
Olexandr Horbachuk –en ucraniano, Олександр Горбачук– (Járkov, 11 de octubre de 1972) es un deportista ucraniano que compitió en esgrima, especialista en la modalidad de espada.
Ganó cuatro medallas en el Campeonato Europeo de Esgrima entre los años 2001 y 2005.

## Palmarés internacional
| Campeonato Europeo | Campeonato Europeo     | Campeonato Europeo | Campeonato Europeo |
| Año                | Lugar                  | Medalla            | Prueba             |
| ------------------ | ---------------------- | ------------------ | ------------------ |
| 2001               | Coblenza (Alemania)    | Medalla de oro     | Espada por equipos |
| 2002               | Moscú (Rusia)          | Medalla de bronce  | Espada por equipos |
| 2003               | Bourges (Francia)      | Medalla de plata   | Espada por equipos |
| 2005               | Zalaegerszeg (Hungría) | Medalla de plata   | Espada por equipos |